# Gaya purpurea
Gaya purpurea är en malvaväxtart som beskrevs av Antonio Krapovickas. Gaya purpurea ingår i släktet Gaya och familjen malvaväxter. Inga underarter finns listade i Catalogue of Life.